# Þyrmir
Þyrmir es el cuarto EP de la banda sueca de black metal Arckanum, lanzado el 30 de octubre de 2009 en Europa por el sello discográfico Debemur Morti. Es el segundo lanzamiento de la banda en 2009, tras haber publicado en mayo su quinto álbum de larga duración ÞÞÞÞÞÞÞÞÞÞÞ. Al igual que el anterior EP, Antikosmos, contiene un cover, esta vez «Be Forewarned» de Pentagram.

## Lista de canciones
| N.º | Título          | Letras         | Música         | Duración |  |
| 1.  | «Þyrmir»        | Shamaatae      | Shamaatae      | 3:27     |  |
| 2.  | «Be Forewarned» | Bobby Liebling | Bobby Liebling | 3:49     |  |

## Créditos
- Shamaatae - voz y todos los instrumentos.

- Datos: Q6175103